# Bay Minette
Bay Minette er en by i den sydvestlige del af delstaten Alabama i USA. Byen har 8.107 (2020) indbyggere og er hovedby i det amerikanske county Baldwin County.

## Ekstern henvisning
- Wikimedia Commons har flere filer relateret til Bay Minette
- Officiel hjemmeside